# Élections municipales de 2008 dans l'Ain
Les élections municipales de 2008 dans l'Ain ont lieu les 9 et 16 mars 2008.

## Maires sortants et maires élus
Les maires élus à la suite des élections municipales dans quelques communes de plus de 3 500 habitants :
| Communes                 | Population | Maire élu en 2001    | Parti | Parti | Maire élu           | Parti | Parti |
| ------------------------ | ---------- | -------------------- | ----- | ----- | ------------------- | ----- | ----- |
| Bourg-en-Bresse          | 40 088     | Jean-Michel Bertrand |       | UMP   | Jean-François Debat |       | PS    |
| Ambérieu-en-Bugey        | 13 835     | Gilles Piralla       |       | DVD   | Josiane Exposito    |       | PS    |
| Bellegarde-sur-Valserine | 11 790     | Gérard Armand        |       | UMP   | Régis Petit         |       | UMP   |
| Belley                   | 8 755      | Jean-Claude Travers  |       | UMP   | Jean-Marc Fognini   |       | PS    |
| Beynost                  | 4 475      | Claude-Jean Garnier  |       | DVD   | Michel Nicod        |       | DVD   |
| Cessy                    | 3 992      | Jules Émery          |       | DVD   | Christophe Bouvier  |       | DVD   |
| Bellignat                | 3 537      | Fernand Sembardy     |       | PCF   | Victor Jacquenod    |       | DVD   |

### Résultats en nombre de maires
| Partis       | Partis                            | Maires sortants | Maires élus | Évolution |
| ------------ | --------------------------------- | --------------- | ----------- | --------- |
|              | Union pour un mouvement populaire | 3               | 1           | -2        |
|              | Divers droite                     | 3               | 3           | 0         |
| Total droite | Total droite                      | 6               | 4           | -2        |
|              | Parti socialiste                  | 0               | 3           | +3        |
|              | PCF                               | 1               | 0           | -1        |
| Total gauche | Total gauche                      | 1               | 3           | +2        |
| Total        | Total                             | 7               | 7           | -         |